# Санкт-Альдегунд
Санкт-Альдегунд (нем. Sankt Aldegund) — община в Германии, в земле Рейнланд-Пфальц.
Входит в состав района Кохем-Целль. Подчиняется управлению Целль (Мозель). Население составляет 649 человек (на 31 декабря 2010 года). Занимает площадь 6,16 км².

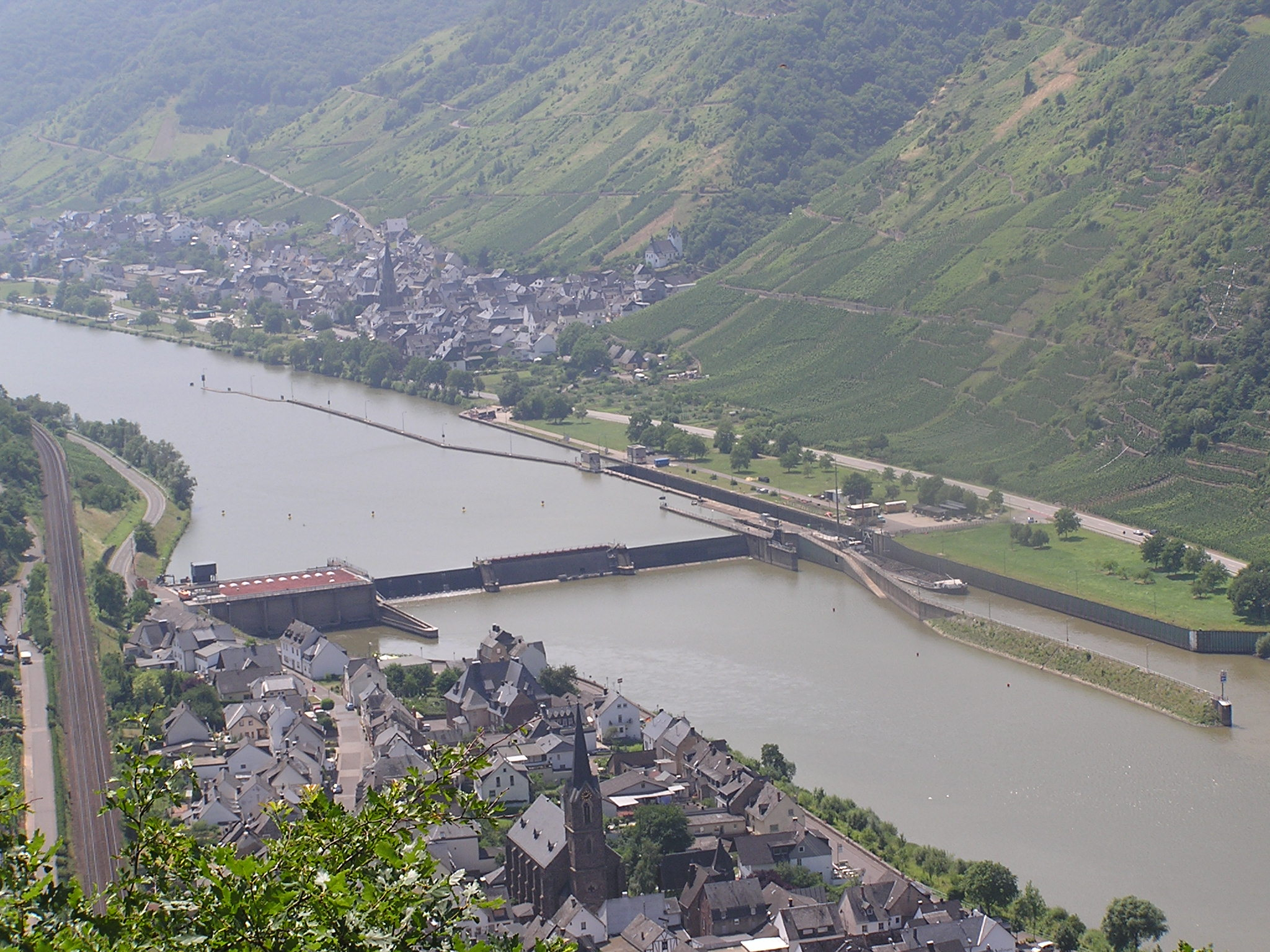
Санкт-Альдегунд

Первые документальные упоминания о городе относятся к 1097 году.